# Gazeta Bankowa (Warszawa)
Gazeta Bankowa – wydawane od listopada 1988 czasopismo branży finansów, bankowości oraz ubezpieczeń, początkowo jako tygodnik, następnie jako miesięcznik.
Na łamach pisma ukazują się analizy i raporty dotyczące rynku finansowego w Polsce, jak i analizy ekonomiczne dotyczące światowej i polskiej gospodarki. W Gazecie Bankowej można znaleźć prognozy oraz perspektywy sektora finansowego na rynkach światowych, wywiady z ludźmi mającymi wpływ na jego stan i kondycje oraz komentarze znanych ekonomistów i menedżerów.
Portal Finansowy GB.pl istnieje od października 2009, tworzony przez redakcję Gazety Bankowej, dostarcza bieżące informacje z branży finansowej oraz wiedzę okołobiznesową dla instytucji finansowych.

## Historia
W 1988 z pomysłem stworzenia tygodnika ekonomicznego Józef Śnieciński, przedsiębiorca i wydawca, przyszedł do Władysława Baki, ówczesnego prezesa Narodowego Banku Polskiego. W nowo tworzącej się redakcji znaleźli miejsce solidarnościowi, dziennikarze z innych tytułów i telewizji. W ten sposób do „GB” trafili między innymi Dariusz Fikus, Piotr Aleksandrowicz czy Hanna Węglewska. Na czele zespołu stanął asystent prezesa Baki i rzecznik NBP Ryszard Kowalski. Pierwszy numer nosił datę 31 października–6 listopada 1988 i kosztował 160 ówczesnych złotych.
Pierwszy naczelny pełnił obowiązki przez rok. Rozstał się z redakcją po konflikcie z Józefem Śniecińskim. Poszło o wstępniak, który Ryszard Kowalski wydrukował wbrew wydawcy. W listopadzie 1989 redakcję „Bankowej” objął Andrzej Krzysztof Wróblewski.
W publikacjach „Bankowej” jak w lustrze odbijała się rzeczywistość. W marcu 1990 „GB” zachęcała do udziału w spotkaniu informacyjnym na temat zasad tworzenia i funkcjonowania banków. W czerwcu zaś donosiła, że NBP wydał kilkanaście koncesji na utworzenie nowych banków. W kolejnym numerze informowała, że „Szesnastu czołowych bankierów z Paulem Volckerem na czele przyjeżdża do Warszawy, by radzić, jak zmodernizować polski system bankowy”.
Towarzysząc odradzającym się polskim finansom, „Bankowa” była bowiem nie tylko kroniką wydarzeń, ale także forum debaty o fundamentach i miejscem, gdzie nader często padały bardzo niewygodne pytania. Także o to, kto zarobił na prywatyzacji Banku Śląskiego i czy bankowość jest ostatnim bastionem nomenklatury. Również – „Czy banki są skorumpowane?”.
Dość szybko mocnym punktem „Bankowej” stały się także rynki walutowy i kapitałowy. Jako jedyna na rynku publikowała notowania z kantorów na zachodniej granicy, a dziennikarz Miłosz Węglewski był w pierwszej grupie licencjonowanych maklerów. To na łamach „Bankowej” Lesław Paga apelował o jak najszybsze stworzenie przepisów prawnych umożliwiających powstanie giełdy, a Wiesław Rozłucki ogłaszał ważne komunikaty.
W marcu 1990 „Gazeta Bankowa” staje się wspólnym przedsięwzięciem dotychczasowego wydawcy Zarządzanie i Bankowość sp. z o.o. oraz francuskiego koncernu wydawniczego Eurexpansion. Było to pierwsze joint venture w polskiej prasie.
Kolejni wydawcy to: Business Press, Infor, Wydawnictwo Trendy, Media SKOK (późniejsza Apella) oraz Fratria.

## Redaktorzy naczelni
- Ryszard Kowalski – X 1988 – XI 1989
- Andrzej Krzysztof Wróblewski – XI 1989–V 1995
- Janusz Jankowiak – IX 1995–VI 1997
- Iwona Ryniewicz – VII 1997–V 1998
- Ada Kostrz-Kostecka – V 1998–VII 1999
- Łukasz Kwiecień – VII 1999 – IV 2000
- Sławomir Lipiński – IV 2000 – XI 2003
- Andrzej Nartowski – XI 2003 – XII 2005
- Romuald Orzeł – I 2006 – X 2009
- Maciej Goniszewski – od X 2009–V 2014
- Wojciech Surmacz – VI 2014–2016
- Maciej Wośko[1]